# Furong
Furong léase Fu-Róng (en chino:芙蓉区, pinyin:Fúróng qū) es un  distrito urbano bajo la administración directa de la ciudad-prefectura de Changsha. Se ubica al este de la provincia de Hunan, sur de la República Popular China. Su área es de 42 km² y su población total para 2014 fue de 539 200 habitantes.

## Administración
El distrito de Furong se divide en 13 pueblos que se administran en subdistrito.